# Alan Grover
Pour les articles homonymes, voir Grover.
Alan Geoffrey Grover, né le 24 septembre 1944 à Sydney et mort le 12 mai 2019, est un rameur d'aviron australien. 

## Carrière
Alan Grover participe aux Jeux olympiques de 1968 à Mexico et remporte la médaille d'argent avec le huit australien, où il est le barreur, composé de Peter Dickson, Michael Morgan, David Douglas, John Ranch, Joe Frazio,  Gary Pearce, Bob Shirlaw et Alf Duval.